# Pasífae (satèl·lit)
Pasífae (en grec: Πασιφάη) és un satèl·lit retrògrad i irregular de Júpiter. Va ser descobert l'any 1908 per l'astrònom Philibert Jacques Melotte i anomenat després Pasífae que, segons la mitologia grega, era l'esposa de Minos i mare del Minotaure.
Va ser observat per primera vegada al Royal Greenwich Observatory la nit del 28 de febrer del 1908. Va rebre la designació provisional de 1908 CJ, ja que no era gaire clar si es tractava d'un asteroide o un satèl·lit de Júpiter.
Aquest satèl·lit de Júpiter no va rebre el seu nom actual fins al 1975, abans d'això, se l'anomenava simplement Júpiter VIII o, de vegades, Posidó del 1955 al 1975.

## Òrbita

Els satèl·lits retrògrads i irregulars de Júpiter

Pasífae gira al voltant de Júpiter en una òrbita retrògrada de gran excentricitat i inclinació. Aquest satèl·lit dona nom al grup de Pasífae, un grup de satèl·lits jovians que orbita el planeta més gros del sistema solar a distàncies d'entre 22,8 i 24,1 milions de quilòmetres, i una inclinació d'entre 144,5º i 144,5º. Els elements orbitals es van calcular el gener de l'any 2000. Aquests paràmetres orbitals canvien constantment a causa de les pertorbacions solars i planetàries. El diagrama il·lustra l'òrbita de Pasífae comparada amb els altres satèl·lits del grup. L'excentricitat és representada pels segments grocs (que s'estenen des del pericentre a l'apocentre). Com a referència es pren l'òrbita més regular de Cal·listo. També se sap que Pasífae està en ressonància secular amb Júpiter

## Característiques físiques
Amb un diàmetre estimat d'uns 58 km, Pasífae és el satèl·lit retrògrad més gran, i el tercer satèl·lit irregular més gros després d'Himalia i Elara.
Els mesuraments espectroscòpics indiquen que Pasífae és, espectralment, semblant a alguns asteroides. Es creu que aquest satèl·lit té l'origen en un asteroide capturat per Júpiter.